# Delias elongatus
Delias elongatus är en fjärilsart som beskrevs av Sir George Hamilton Kenrick 1911. Delias elongatus ingår i släktet Delias och familjen vitfjärilar. Inga underarter finns listade i Catalogue of Life.